# Hineno Yoshiaki
Hineno Yoshiaki (日根野吉明, 1588 - 17 de junho de 1656), foi um samurai que viveu nos Períodos Azuchi-Momoyama e Edo da História do Japão. Filho de Hineno Takayoshi , foi transferido em 1601 para Domínio de Mibu (19.000 koku) na Província de Shimotsuke (atual Tochigi), e em 1634 para o Domínio de Funai (20.000 koku) na Província de Bungo (atual Ōita). Ele morreu sem deixar herdeiros, e suas propriedades foram confiscadas .
| Precedido por Hineno Takayoshi    | Líder do Clã Hineno 1600-1656     | Sucedido por ninguém            |
| Precedido por Hineno Takayoshi    | Segundo Daimyō de Suwa 1600-1601  | Sucedido por Suwa Yoritada      |
| Precedido por ninguém             | Primeiro Daimyō de Mibu 1601-1634 | Sucedido por Abe Tadaaki        |
| Precedido por Takenaka Shigeyoshi | Daimyō de Funai 1634-1656         | Sucedido por Matsudaira Tadaaki |